# 北総交通 (茨城県)
株式会社北総交通（ほくそうこうつう）は茨城県を営業エリアとする貸切バス会社。

## 沿革
- 2002年4月1日 - 稲敷郡茎崎町からの委託によりひまわり号運行（貸切）を開始する。
- 2006年3月31日 - この日限りでのりのりバスひまわり号運行受託を終了。

## 運行受託していたバス
つくば市福祉バス「のりのりバス」ひまわり号のうち、以下の系統の運行を受託していた。
- 12コース（茎崎老人福祉センター - つくばセンター（つくば駅） - 茎崎老人福祉センター）
- 13コース（茎崎老人福祉センター - みどりの駅 - 茎崎老人福祉センター）